# 1651 Behrens
1651 Behrens è un asteroide della fascia principale. Scoperto nel 1936, presenta un'orbita caratterizzata da un semiasse maggiore pari a 2,1800704 UA e da un'eccentricità di 0,0664454, inclinata di 5,07460° rispetto all'eclittica.
L'asteroide è dedicato a Johann Gerhard Behrens (1889-1978), pastore luterano e astronomo dilettante tedesco, conosciuto per i suoi calcoli delle orbite di comete e asteroidi.